# NGC 1851
NGC 1851（也稱為Caldwell 73）位於天鴿座的南部，是一個相對巨大的球狀星團。天文學家詹姆士·敦洛普描述它不是非常明亮，但非常大，圓形，分辨率很好，明顯由恆星組成。它距離太陽 39.5千光年，距離銀河中心 54.1千光年。星團沿著一個高度偏心的軌道穿過銀河系，其離心率約為0.7。
這個物體在夏普力-索耶集中度分類法中屬於II，顯示恆星密集的向中心集中。它是已知的銀河球狀星團中密度最高的星團之一。恆星成分顯示了兩個獨立的次巨星群體，較亮的分支更集中在星團的外部區域。估計NGC 1851的年齡約為92億年，質量為太陽的551,000倍。
星團周圍是一個漫射的恆星暈，向外延伸到{}{Val | 240 | u=pc}或更大的半徑。這一特徵，如果再加上缺乏潮汐尾或相關的星流，表明星團可能是一個剝離的矮星系核，類似於被銀河系吸積半人馬座ω；但是潮汐尾仍然存在。 該星團也可能是兩個獨立星團合併的結果，但它們需要具有相同的金屬豐度（天文學家所謂稱氫和氦之外的元素豐度）。這一事實使得這種情況不太可能發生。
PSR J0514-4002A是NGC 1851中的毫秒脈衝星，它正圍繞著一顆可能也是中子星的大質量天體運行。這一對的軌道週期為18.8日，離心率為0.89。在星團中已經發現了43顆天琴座RR型變星，這表明這是一個Oosterhoff I型星團，但其性質與II型相似。已經觀察到兩種水平分支星的種群，其年齡相差約20億年。對紅巨星分支成員恒星的光譜分析表明，星團中實際上有三種不同的恒星群。

## 外部連結
- 维基共享资源上的相關多媒體資源：NGC 1851
- Galex image of NGC 1851 （页面存档备份，存于）
- WikiSky上关于NGC 1851的内容：DSS2, SDSS, GALEX, IRAS, 氢α, X射线, 天文照片, 天图, 文章和图片
- The globular cluster C 73 （页面存档备份，存于）
- . Results for NGC 1851.   [2011-01-09]. （原始内容存档于2021-05-14）.

| 天文學目錄           | 天文學目錄                                           | 天文學目錄 |
| -------------------- | ---------------------------------------------------- | ---------- |
| NGC天體表：          | NGC 1849 - NGC 1850 - NGC 1851 - NGC 1852 - NGC 1853 |            |
| 科德韦尔深空天体表： | C71 - C72 - C73 - C74 - C75                          |            |